# La Guerre du silence
 (juillet 2025).
Pour plus de détails, voir Fiche technique et Distribution.
La Guerre du silence est un court métrage documentaire français de Claude Lelouch réalisé en 1959 pour le service cinématographique des armées.